# Festival des 3 Continents 1989
Le Festival des 3 Continents 1989, 11e édition du festival, s'est déroulé du 24 novembre au 5 décembre 1989.

## Déroulement et faits marquants
Outre la compétition, la 11e édition du festival propose des hommages au réalisateur sud-coréen Im Kwon-taek, et un panorama du cinéma des Caraïbes.

## Jury
- Alain Tanner : réalisateur suisse
- Catherine Breillat : réalisatrice française
- Pascal Dolémieux : photographe français
- William Flageollet : ingénieur du son français
- Marco Messeri : réalisateur italien
- Grażyna Szapołowska : actrice polonaise

## Sélection

### En compétition
| Titre                         | Réalisation          | Pays         |
| ----------------------------- | -------------------- | ------------ |
| Eversmile, New Jersey         | Carlos Sorín         | Argentine    |
| Obsession                     | Zhou Xiaowen         | Chine        |
| Viens, viens, viens plus haut | Im Kwon-taek         | Corée du Sud |
| Soudain un jour               | Mrinal Sen           | Inde         |
| L'Eau, le Vent, la Terre      | Amir Naderi          | Iran         |
| Circus Boy                    | Kaizo Hayashi        | Japon        |
| Finzan                        | Cheick Oumar Sissoko | Mali         |
| Ni con dios ni con el diablo  | Nilo Pereira del Mar | Pérou        |
| The Mansion                   | Parakrama Niriella   | Sri Lanka    |
| Cœur nomade                   | Fitouri Belhiba      | Tunisie      |
| A ay                          | Reha Erdem           | Turquie      |

### Autres programmations
- Hommages à Im Kwon-taek
- Panorama du cinéma des Caraïbes

## Palmarès
- Montgolfière d'or : L'Eau, le Vent, la Terre de Amir Naderi[1]